# Yoshida Brothers
Els Yoshida Brothers, també coneguts al Japó com Yoshida Kyodai 吉田兄弟(よしだきょうだい), són un duet compost pels germans Ryōichirō Yoshida i Ken'ichi Yoshida que toquen tsugaru shamisen, un antic instrument japonès de tres cordes. Això podria fer pensar que es tracta d'un grup de música folklòrica del seu país, però en realitat els Yoshida Brothers es caracteritzen per barrejar les melodies i sons tradicionals del Japó amb ritmes i instruments contemporanis en una combinació musical única, molt dinàmica, sensible i profundament refinada.
El remix de la seva cançó "Kodo" es va fer mundialment coneguda per haver estat utilitzada en els comercials de la Nintendo Wii.

## Discografia
- いぶき(Ibuki) (1999)
- Move (2000)
- Soulful (2002)
- Yoshida Brothers (2003)
- Frontier (2003) (àlies Yoshida Brothers 2005)
- Renaissance (2004)
- Yoshida Brothers II (2004)
- Yoshida Brothers III (2006)
- Hishou (2007)
- Best of Yoshida Brothers - Tsugaru Shamisen (2008)
- Nightmare Revisited (2008)
- Prism (2009)

## Senzills
- Storm (2002)
- RISING (2005)

## Llibres
- 吉田兄弟という生き方 (La vida dels Yoshida Brothers)